# Бранислав Секулич
Бранислав Секулич (серб. Branislav Sekulić / Бранислав Секулић; 29 жовтня 1906, Белград  — 24 вересня 1968, Берн) — югославський футболіст, що грав на позиції нападника. Відомий виступами, зокрема, за клуб «Югославія», а також національну збірну Югославії. Дворазовий чемпіон Югославії, володар кубка Франції, півфіналіст чемпіонату світу 1930 року.

## Клубна кар'єра
На юнацькому рівні виступав у складі різних футбольних клубів Белграда. В 1921 році приєднався до клубу «Югославія». У 1922, 1923, 1924, 1925, 1926 роках ставав з командою переможцем чемпіонату Белграда.
У 1924 року Аперше здобув перемогу у національному чемпіонаті. На шляху до фіналу команда здолала «Славію» (Осієк) (5:2) і «Сомборський» (6:1), а у головному матчі перемогла «Хайдук» (Спліт) з рахунком 2:1 завдяки голам Дам'яна Джурича і Стевана Лубурича.
У 1925 році «Югославія» повторила свій успіх. З однаковим рахунком 3:2 клуб послідовно переміг «Хайдук» (Спліт), «Славію» (Осієк) і «Граджянскі» (Загреб). Бранислав забив по голу в кожному з матчів і разом з партнером по команді Душаном Петковичем став найкращим бомбардиром змагань. Лідерами команди у чемпіонських сезонах разом із Секуличем були Милутин Івкович, Алоїз Махек, Драган Йованович, Стеван Лубурич, Душан Петкович. У наступному році «Югославія» посіла друге місце, програвши у фіналі «Граджянскі» (1:2)
У наступні роки грав за кордоном у французьких клубах «Монпельє» і «Клуб Франсе». Разом з «Монпельє» став володарем кубка Франції 1929 року. 
Далі грав у швейцарському клубі «Грассгоппер». У 1931 році перейшов до «Уранії». Влітку того року «Уранія» сенсаційно перемогла в представницькому Міжнародному турнірі до колоніальної виставки, матчі якого відбулись у Парижі. Бранислав став головним героєм цього успіху. У чвертьфіналі швейцарський клуб з рахунком 3:0 обіграв господарів змагань — паризький «Расінг». Секулич забив два голи в цій грі. Далі команда з рахунком 2:1 перемогла одного з головних фаворитів змагань — австрійську «Вієнну» в півфіналі. Югославський нападник забив обидва голи своєї команди. У фіналі клубові з Женеви протистояв ще один фаворит — чехословацька «Славія». Чехи забили у першому таймі, а швейцарець Крамер на початку другого вирівняв положення. Переможний гол Секулич забив на 88-й хвилині поєдинку — 2:1 на користь його команди. В наступному році в складі клубу з Женеви грав у фіналі Кубка Швейцарії 1932, де його команда програла «Грассгопперу» 1:5. 
Згодом повернувся до «Югославії», у складі якої став срібним призером чемпіонату 1935 року
Загалом у складі «Югославії» зіграв 156 матчів і забив 110 м'ячів.
Завершував кар'єру в команді «Єдинство» (Белград), у складі якого два сезони виступав у вищому дивізіоні.

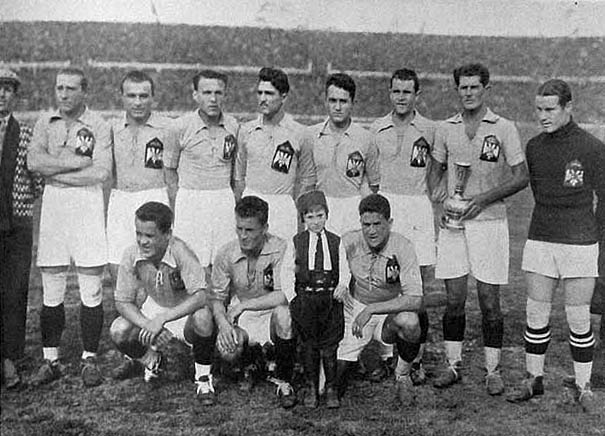
Збірна Югославії під час ЧС-1930 в Уругваї
Стоять: Михайлович, Стефанович, Джокич, Вуядинович, Арсеньєвич, Секулич, Івкович,
Якшич. Сидять: Тирнанич, Мар'янович, Бек

| Дата       | Місто      | Господарі      | Результат | Гості          | Турнір                  | Голи | Примітки        |
| ---------- | ---------- | -------------- | --------- | -------------- | ----------------------- | ---- | --------------- |
| 04.11.1925 | Падуя      | Італія         | 2 – 1     | Югославія      | товариський матч        | -    |                 |
| 28.06.1926 | Загреб     | Югославія      | 2 – 6     | Чехословаччина | товариський матч        | -    | 61'             |
| 03.10.1926 | Загреб     | Югославія      | 2 – 3     | Румунія        | Кубок короля Олександра | -    |                 |
| 14.07.1930 | Монтевідео | Бразилія       | 1 – 2     | Югославія      | Чемпіонат світу – група | -    |                 |
| 27.07.1930 | Монтевідео | Уругвай        | 6 – 1     | Югославія      | Чемпіонат світу – 1/2   | -    |                 |
| 25.10.1931 | Познань    | Польща         | 6 – 3     | Югославія      | товариський матч        | -    |                 |
| 07.05.1933 | Цюрих      | Швейцарія      | 4 – 1     | Югославія      | товариський матч        | -    |                 |
| 01.04.1934 | Белград    | Югославія      | 2 – 3     | Болгарія       | товариський матч        | -    |                 |
| 26.08.1934 | Белград    | Югославія      | 4 – 1     | Польща         | товариський матч        | 3    | Капітан команди |
| 02.09.1934 | Прага      | Чехословаччина | 3 – 1     | Югославія      | товариський матч        | 1    | Капітан команди |
| 23.12.1934 | Афіни      | Греція         | 2 – 1     | Югославія      | Балканський кубок       | 1    | Капітан команди |
| 25.12.1934 | Афіни      | Болгарія       | 3 – 4     | Югославія      | Балканський кубок       | 1    |                 |
| 17.06.1935 | Софія      | Румунія        | 0 – 2     | Югославія      | Балканський кубок       | 1    |                 |
| 18.08.1935 | Катовиці   | Польща         | 2 – 3     | Югославія      | товариський матч        | 1    |                 |
| 06.09.1935 | Белград    | Югославія      | 0 – 0     | Чехословаччина | товариський матч        | -    |                 |
| 12.07.1936 | Стамбул    | Туреччина      | 3 – 3     | Югославія      | товариський матч        | -    |                 |
| 13.12.1936 | Париж      | Франція        | 1 – 0     | Югославія      | товариський матч        | -    |                 |
| Усього     |            | Матчів         | 17        |                | Голів                   | 8    |                 |

## Кар'єра тренера
На батьківщині працював в командах «Воєводина» і «Црвена Звезда». Також був тренером швейцарських команд «Фрібур» і «Ювентус» (Цюрих) і бельгійського «Льєжу». Входив до комісії тренерів збірної Швейцарії.

## Трофеї і досягнення
- Чемпіон Югославії (2):

«Югославія»: 1924, 1925
- Срібний призер чемпіонату Югославії (2):

«Югославія»: 1926, 1935
- Найкращий бомбардир чемпіонату Югославії:

«Югославія»: 1925
- Чемпіон футбольної асоціації Белграда:

«Югославія»: 1922, 1923, 1924, 1925, 1926
- Володар кубка Франції:

«Монпельє»: 1929
- Переможець Міжнародного турніру до колоніальної виставки

«Уранія»: 1931
- Фіналіст Кубка Швейцарії:

«Уранія»: 1932
- Півфіналіст чемпіонату світу:

Збірна Югославії: 1930
- Переможець Балканського кубку:

Збірна Югославії: 1934-35, 1935
- Срібний призер Кубка короля Олександра:

Збірна Белграда: 1926